# Susan Meiselas
Susan Meiselas (Estats Units,1948) és una fotògrafa documentalista estatunidenca. Ha estat associada amb l'Agència Magnum des de 1976 i n'ha estat membre des de 1980. Principalment coneguda per les seves fotografies de la dècada de 1970, d'una Nicaragua devastada per la guerra sandinista. La seva cobertura de les crisis de Centreamèrica a les dècades de 1970 i 1980 la van convertir en una celebritat d’aquest gènere.
La seva cèlebre sèrie Carnival Strippers (1972-1975), li va obrir les portes a col·laborar amb l'agència Magnum. Des de llavors, Meiselas ha publicat diversos llibres amb les seves pròpies fotografies i n'ha editat i contribuït a d'altres. Els seus treballs han estat publicats en diaris i revistes d'abast internacional, incloent The New York Times, The Times, Time, i Paris Match.
També va viatjar al Kurdistan iraquíà a principis de la dècada de 1990, on va reconsiderar el seu estil fotogràfic, argumentant que cada conflicte exigeix un dispositiu diferent. Posteriorment ha fet treballs sobre la violència de gènere.
Va rebre la Medalla d'Or Robert Capa el 1979 i va ser nomenada per una Fellowship del programa MacArthur el 1992. El 2006 va ser guardonada amb la Medalla del Centenari de la Reial Societat de Fotografia. El 2017 la Fundació Tàpies li va dedicar una exposició, coproduïda amb el Jeu de Paume de París, que després també es va poder veure al SFMOMA i al Instituto Moreira Salles. Al maig de 2019 fou premiada amb el guardó Deutsche Börse.

## Publicacions
Els seus treballs principals són Carnival Strippers (1976), Nicaragua (1981), Kurdistan: In the Shadow of History (1997), Pandora’s Box (2001), Encounters with the Dani (2003) Prince Street Girls (2016), A Room Of Their Own (2017) and Tar Beach (2020). Més enllà, ha publicat diversos llibres i n'ha editat d'altres

### Llibres publicats
- Learn to See. EUA: Polaroid Foundation, 1975. Una col·laboració amb la Polaroid Corporation.
- Carnival Strippers. EUA: Farrar, Straus and Giroux, 1976; Alemanya: Steidl, 2003. ISBN 978-3-88243-954-0.
- Nicaragua, June 1978 – July 1979. EUA: Pantheon, 1981, ISBN 978-0-906495-67-4. Nova York: Aperture, 2008, ISBN 978-1-59711-071-6.
- El Salvador: The Work of Thirty Photographers. EUA: Pantheon, 1983; Writers and Readers, 1983.
- Kurdistan: In the Shadow of History. EUA: Random House, 1997. EUA: University of Chicago Press, 2008. ISBN 978-0-226-51928-9.
- Pandora's Box. Denmark: Magnum Editions/Trebruk, 2001. ISBN 978-0-9538901-1-8. On S&M a Nova York.
- Encounters with the Dani. EUA/Alemanya: International Center of Photography/Steidl, 2003. ISBN 978-3-88243-930-4.
- In History: Susan Meiselas. Edited by Kristen Lubben. Text by Meiselas, Caroline Brothers, Edmundo Desnoes, Ariel Dorfman, Elizabeth Edwards i David Levi Strauss. EUA/Alemanya: International Center of Photography/Steidl, 2008. ISBN 978-3-86521-685-4.
- Prince Street Girls.
  - Paris: Yellow Magic Books, 2013. Edició de 200 còpies
  - Oakland, CA: TBW Books, 2017. Subscription Series #5, Book #2. ISBN 978-1-942953-28-9. Edition of 1000 copies. Meiselas, Mike Mandel, Bill Burke i Lee Friedlander, cadascú un llibre en un conjunt de quatre.
- A Room of Their Own. West Bromwich, Anglaterra: Multistory, 2017.
- On the Frontline. New York City: Aperture, 2017. Editat per Mark Holborn. ISBN 9781597114271.

### Llibres editats
- Chile From Within. Edited by Meiselas. USA: W.W. Norton, 1993. Fotografies de Paz Errazuriz et al. ASIN B001F9BUBS. Textos de Ariel Dorfman i Marco Antonio de la Parra. ISBN 9780393306538.

## Exposicions destacades
- Crossings a l'Art Institute of Chicago, 1990[7]
- Mediacions, al Jeu de Paume i la Fundació Tàpies, 2017[3]